# 2017 en économie (discipline)
Cet article présente les faits marquants de l'année 2017 en économie.

## Décès

### Janvier
- 1er janvier : Anthony B. Atkinson - Économiste britannique.
- 14 janvier : Zhou Youguang - Linguiste, économiste, écrivain et supercentenaire chinois.